# Henryk Kuźniak

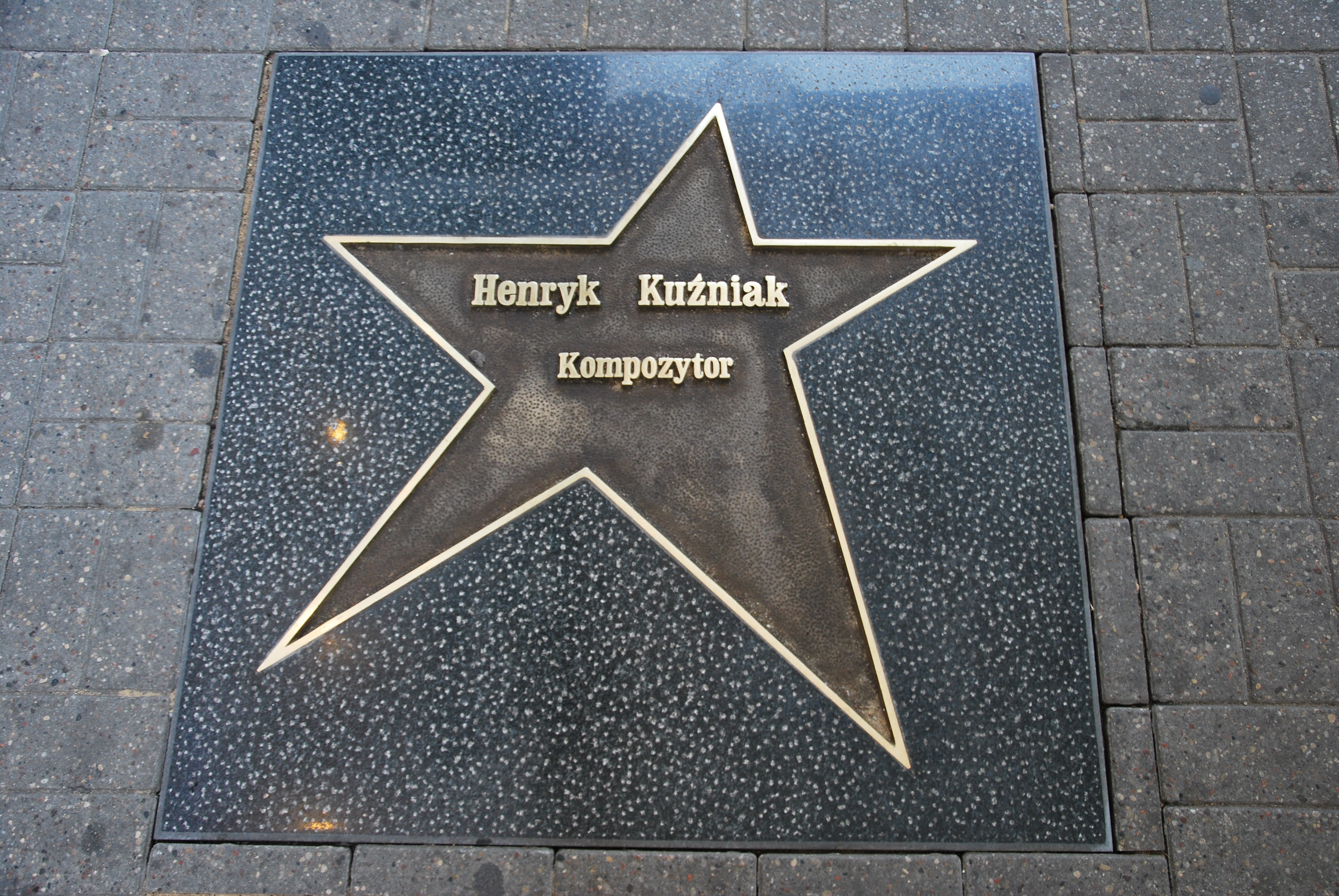
Gwiazda Henryka Kuźniaka w łódzkiej Alei Gwiazd

Henryk Kuźniak (ur. 17 marca 1936 w Czeladzi) – polski kompozytor, muzykolog, twórca muzyki filmowej i telewizyjnej.

## Życiorys
Syn Piotra. W 1953 ukończył Państwową Szkołę Muzyczną im. Fryderyka Chopina w Będzinie, w 1959 muzykologię na Uniwersytecie Warszawskim. W latach 1959–1979 pracował w Wytwórni Filmów Dokumentalnych, gdzie zajmował się opracowywaniem muzycznym i dźwiękowych realizowanych tam filmów. Od 1964 wykładał przez 50 lat jako profesor tytularny w Państwowej Wyższej Szkole Filmowej, Telewizyjnej i Teatralnej w Łodzi na stanowisku profesora zwyczajnego Wydziału Reżyserii Filmowej. Wykładał również gościnnie w Europejskiej Akademii Filmowej w Strasburgu (1989) oraz na Uniwersytecie Leonarda Da Vinci w Paryżu (1998).
W latach 1990–1996 ekspert w Radzie Wyższego Szkolnictwa Artystycznego (RWSA), w latach 1999–2002 przewodniczący Rady. W latach 1999–2002 członek Rady Głównej Szkolnictwa Wyższego, przewodniczący Sekcji Uczelni Artystycznych. W latach 2003–2005 członek Komisji Edukacji oraz Komisji Uprawnień Akademickich.
Od 1971 członek Stowarzyszenia Autorów ZAiKS. Członek Polskiej Akademii Filmowej.
Przygodę z muzyką filmową rozpoczął we Francji, gdy w latach 1968–1969 w ramach otrzymanego stypendium Rządu Francuskiego odbył staż w studio muzyki eksperymentalnej u Pierre’a Schaeffera w ORTF. Będąc w Paryżu zrealizował film eksperymentalny Wariacje obrazu i dźwięku (La vie, la mort, l’espoir), służący do przeprowadzenia testu na percepcję audiowizualną. 
Autor muzyki do ponad 150 filmów; animowanych, dokumentalnych, fabularnych i seriali tv, w tym m.in. przebojów kinowych Seksmisja, Vabank oraz Vabank II, czyli riposta Juliusza Machulskiego.
31 maja 2012 w Alei Sławy na ulicy Piotrkowskiej w Łodzi została odsłonięta gwiazda kompozytora Henryka Kuźniaka.
Jest mężem Krystyny z domu Jamroz – córki śpiewaczki Krystyny Jamroz.

## Wybrana dyskografia
- Wielcy kompozytorzy filmowi: Henryk Kuźniak – Tom 7; wyd. Agora 2009[6]

1. Vabank – Ragtime Vabank
2. Vabank – Parkietowy Foxtrot
3. Vabank – Blues na Kwintę
4. Mówili o nim, że lewituje – Fruwająca Kapela (taniec żydowski)
5. Dwa księżyce – Temat główny
6. Na kłopoty… Bednarski – Tango d’amore
7. The Prisoner – Temat główny
8. Niech cię odleci mara – Zabawa chłopców i ścieżki
9. Seksmisja – Temat Lamii i lot bociana
10. Horror w Wesołych Bagniskach – Temat Agnieszki
11. W środku lata – Temat główny
12. Fort 13 – Temat główny
13. Polacy spod znaku rodła – Wierzby, wierzby (temat z jedną wariacją)
14. Cynga – Cynga (walc)
15. Film dokumentalny o Warszawie – Na Kabatach (walc koncertowy)
16. Daleko od siebie – Temat główny
17. Radio powstańcze „Błyskawica” – Wrześniowy pejzaż
18. Koncert gdański – Alla Polacca (suita)
19. Wieczne pretensje – Tango koncertowe
20. Seksmisja – Marsz

## Muzyka filmowa
- Sekret Enigmy
- Dzięcioł
- „Anna” i wampir

## Ordery i odznaczenia
- Krzyż Komandorski Orderu Odrodzenia Polski (2011)[7]
- Krzyż Kawalerski Orderu Odrodzenia Polski (1998)[2]
- Medal Komisji Edukacji Narodowej (2000)
- Złoty Medal „Zasłużony Kulturze Gloria Artis” (2024)[8]
- Odznaka honorowa „Zasłużony dla Kultury Polskiej” (2005)
- Medal ZAiKS-u (1998)
- Medal 90-lecia ZAiKS-u (2009)
- Honorowa Odznaka ZAiKS-u (1993)

Źródło:.

## Nagrody i wyróżnienia
- Nagroda na Lubuskim Lecie Filmowym w Łagowie za muzykę do filmu Na wylot (1973)
- Nagroda Ministra Kultury i Sztuki III stopnia (1976)
- Nagroda Ministra Kultury i Sztuki II stopnia (1982)
- Nagroda na XXII Ogólnopolskim Festiwalu Filmów Krótkometrażowych w Krakowie za muzykę do filmu Historia żołnierza (1982)
- Nagroda na Festiwalu Polskich Filmów Fabularnych w Gdańsku za muzykę do filmów Vabank II, czyli riposta oraz Kobieta z prowincji (1985)
- Stemra Music Awards - nagroda za muzykę filmową przyznana na Festiwalu Filmowym w Holandii (1993, 1997)
- Dyplom Honorowy na XXXII Ogólnopolskim Festiwalu Filmów Dokumentalnych i Krótkometrażowych w Krakowie za muzykę do filmów Stworzyć wiatr, Fotografia jest sztuką trudną (fotoamator Michał C.) i Coś mi zabrano (1999)
- Nagroda indywidualna Ministra Kultury za wybitne osiągnięcia artystyczne, dydaktyczne i organizacyjne (2005)
- tytuł Honorowego Obywatela Czeladzi (2007)[10]
- wyróżnienie Ministra Kultury za wybitne osiągnięcia artystyczne dydaktycznie i organizacyjne (2010)[11]
- Nagroda Specjalna ZAiKS-u (2017)
- Nagroda 100-lecia ZAiKS-u (2018)
- Członkostwo honorowe i nagroda specjalna ZAiKS-u (2020)
- Grand Prix Komeda za Całokształt Twórczości na 11. Festiwalu Filmowym im. Krzysztofa Komedy „Grand Prix” Komeda w Ostrowie Wielkopolskim (2022)

Źródło:.